# Heavy Load
Heavy Load är ett svenskt heavy metal-band. Gruppen bildades 1976 av bröderna Ragne Wahlquist (1955–2025, gitarr, keyboard, sång, tidigare i bandet Tommy Mac Frees) och Styrbjörn Wahlquist (trummor, sång) samt Micke Backler (basgitarr och sång). De räknas bland pionjärerna inom svensk heavy metal och har under åren släppt albumen Full Speed at High Level, Metal Conquest, Stronger Than Evil  samt Death Or Glory. 
Året efter att gruppen bildats, 1977, lämnade Backler bandet och ersattes med en ny basist, Dan Molén. 1978 släppte Heavy Load med hjälp av uppbackning från skivaffären Heavy Sound debutalbumet Full Speed at High Level som spelades in i Mill Recording Studio under juli månad. Samma år blev musikjournalisten Anders Tengner manager för bandet, en roll han hade fram till 1985.
Molén ersattes 1979 av Eero Koivisto och gruppen utökades med ytterligare en gitarrist, Leif "Lillen" Liljegren som tidigare spelat med KSMB och senare i Treat. Dessa lämnade dock bandet efter några månader, och ersattes av Torbjörn Ragnesjö (basgitarr), kusin till Ragne och Styrbjörn, samt Eddy Malm (gitarr, sång).
1981 släpptes minialbumet Metal Conquest, inspelat i juli i Decibel Studios. Albumet fick bra kritik och placerade sig på de svenska skivlistorna.
1982 sändes två konserter live från Malmö och Stockholm i Sveriges Radio, och senare under året släpptes albumet Death Or Glory vilket tog sig upp på 47:e plats på de svenska skivlistorna. Den första pressningen av skivan innehöll även singeln Take Me Away.
1983 släpptes den halvtimmeslånga videon Live, filmad i januari, samt ytterligare en fullängds-LP, Stronger Than Evil, där Phil Lynott från Thin Lizzy gästspelade på låten Free vilken även släpptes som singel. Framgången med LP:n gjorde att bandet planerade konserter ute i Europa, men detta skrinlades då basisten Ragnesjö lämnade bandet 1984. 
1985 ersattes Ragnesjö av Andreas Fritz, och medan de tidigare albumen varit självfinansierade, skrev man nu kontrakt med skivbolaget WEA och släppte singeln Monsters of the Night. Något nytt album blev det dock inte, och Eddy Malm lämnade senare under året bandet för att försöka sig på en solokarriär. Bröderna Wahlquist lade då Heavy Load på is och koncentrerade sig på att utveckla Thunderload Studios.
Noterbart i övrigt är albumomslagen, vilka alla ritades av Johan Holm och där temat, så när som på första skivan, alltid var en vikingakrigare i strid.
2017 meddelades det att Heavy Load hade återförenats. 2018 spelade bandet på Sweden Rock Festival och 2023 kom nya albumet Riders of the Ancient Storm. 
Heavy Load hade påbörjat inspelningarna av sitt femte album när det den 7 januari 2025 meddelades att grundaren Ragne Wahlquist avlidit 69 år gammal. Samtidigt meddelade bandet att avsikten är att färdigställa skivan och föra bandet vidare.

## Medlemmar
Senaste medlemmar
- Styrbjörn Wahlquist – sång, trummor (1976–1983, 1985, 1987)
- Ragne Wahlquist – sång, gitarr, keyboard (1976–1983, 1985, 1987). Avliden 2 januari 2025.[13]
- Torbjörn Ragnesjö – basgitarr (1978–1984, 2018–)
- Niclas Sunnerberg – sång, gitarr, (2018–)

Tidigare medlemmar
- Micke Backler – basgitarr, sång (1976–1977)
- Dan Molén – basgitarr (1977–1978)
- Eddy Malm – gitarr (1978–1985)
- Eero Koivisto – basgitarr (1979)
- Leif Liljegren – gitarr (1979)
- Andreas Fritz – basgitarr (1984–1985)
- Paul Gray – basgitarr (1987)
- Patrik Karlsson – gitarr (1987)

## Diskografi
Demo
- Demo 87 (1987)

Studioalbum
- Full Speed at High Level (1978)
- Death Or Glory (1982)
- Stronger Than Evil (1983)
- Riders of the Ancient Storm (2023)

EP
- Metal Conquest (1981)

Singlar
- "Take Me Away" (1982)
- "Free" (1983)
- "Monsters of the Night" (1985)

Samlingsalbum
- Metal Angels in Leather (1991)

Video
- Live (VHS) (1983)